# Bernardus (olasz író)
Bernardus, Bernát (? – 1217) olasz író, spalatói érsek.

## Élete
Bolognában tanult, hol harminc évnél többet töltött. Igen művelt férfiú volt. Többször volt követségben III. Béla udvarában, ki őt megszerette s előbb fia nevelőjévé, utóbb a Spalatói főegyházmegye érsekké tevé. Különösen kitűnt a patarenok elleni működése által, kik ellen könyvet is írt, ezenkívül még szent beszédeket is hagyott hátra.